# Carondes
Carondes (en llatí Charondas, en grec antic Χαρώνδας "Kharóndas") fou un home d'estat i legislador de Catana que va donar lleis a les ciutats calcídides de Sicília i Itàlia (Zancle, Naxos, Leontins, Eubea, Miles, Hímera, Cal·lípolis, i Rhègion).
Se suposa que va viure abans d'Anaxilau, tirà de Rhègion, és a dir abans del 494 aC, ja que a Rhègion es van usar les seves lleis fins a la seva tirania, quan van ser abolides. Anaxilau va morir el 476 aC. Aristòtil diu a la seva Política que es tractà d'unes lleis constitucionals aristocràtiques, però Diodor de Sicília fa referència constant a que les lleis parlaven del poble (δῆμος), i que les seves lleis es van aplicar a Turis, la ciutat que es va fundar després de la destrucció de Síbaris, i els colons deien que Carondes va ser el millor dels seus conciutadans quan va elaborar unes lleis que ells havien aplicat. Diodor diu que la constitució de Turis s'anomenava expressament πολίτευμα δημοκρατικόν (Constitució democràtica). Una de les seves característiques era que per primera vegada es podien processar els falsos testimonis (ἐπίσκηψις, "epískepsis" investigació). És segur que aquestes lleis estaven en vigor a Atenes abans de la fundació de Turis (452 aC) i, per tant, Carondes va viure abans de què la ciutat es fundés.
Diodor diu també que les seves lleis eren molt dures, i que un dia va oblidar-se de deixar de banda la seva espasa quan va entrar a l'Assemblea, violant així una de les seves lleis. En ser advertit per un ciutadà, va treure's l'espasa i es va suïcidar. D'aquest fet també en parla Diocles de Siracusa, que l'atribueix a Zaleuc, encara que Valeri Màxim coincideix amb Diodor i l'atribueix a Carondes. La tradició diu que Carondes era deixeble de Pitàgores.
Alguna d'aquestes lleis atribuïdes a Carondes van ser conservades per Estobeu i una almenys la confirma Teofrast i d'elles se sap que totes les transaccions s'havien de fer en diners i que el govern no podia cobrir les pèrdues dels ciutadans en diners quan donaven crèdits. Això es va reproduir a les lleis de Plató. Ateneu de Nàucratis diu que aquestes lleis estaven escrites probablement en vers.